# Enrique Peñalosa Camargo
Enrique Peñalosa Camargo (Soacha, 31 de agosto de 1930-Bogotá, 4 de febrero de 1998) fue un político, diplomático y economista colombiano.
Se desempeñó en el campo agrario, siendo ministro de agricultura entre 1968 y 1969, donde le correspondió defender la reforma agraria de 1961 (Ley 135 / 1961). Protagonizó uno de los debates políticos más sonados e importantes de inicios de la segunda mitad del siglo XX en Colombia. También fue diplomático, siendo embajador de Colombia ante la ONU.
Su hijo menor es el exalcalde de Bogotá, Enrique Peñalosa Londoño, quien fue elegido como alcalde de la ciudad en 1997 y nuevamente en 2015.

## Biografía
Enrique nació en el municipio de Soacha, el 31 de agosto de 1930. 
Estudió economía en el entonces Gimnasio Moderno (actual Universidad de los Andes). Su carrera política inició en el concejo de Bogotá. Fue diplomático durante los años 50 en Washington como embajador de Colombia ante el Banco Interamericano de Desarrollo (BID).

### Director del Incora
Peñalosa fungió como director de éste instituto, desde 1961 hasta que fue designado ministro en 1968. Por lo cual dirigió el Instituto Colombiano de Reforma Agraria (INCORA) durante los gobiernos de Alberto Lleras Camargo (Liberal), Guillermo León Valencia (Conservador) y Carlos Lleras Restrepo (Liberal). A su salida fue relevado por Carlos Villamil Chaux.
Durante su dirección, y por su origen liberal, mantuvo un equilibrio en la junta directiva de la entidad en la que participaban representantes de sectores agrarios, de las fuerzas militares, de los sindicatos campesinos y de la iglesia. Por esta última institución durante los primeros años asistió Camilo Torres Restrepo, por entonces docente en la ESAP. Una anécdota de la presencia del cura Camilo fue el proyecto para financiar una escuela de formación agraria en el municipio de Yopal (Casanere), a la cual Enrique apoyaba con cuidado de no afectar su puesto con la llegada del gobierno de León Valencia. 
Este proyecto fue obstaculizado por Álvaro Gómez Hurtado (designado por el Congreso) quien dijo luego de una reunión "Para esos llaneros ¡ni mierda!" y luego por la burocracia del ministerio por alrededor de un año hasta que logró el aval.

### Ministro de Agricultura (1968-1969)
Fue elegido ministro por el presidente Carlos Lleras Restrepo, en reemplazo de Enrique Blair Fabris. Su dirección a cargo de esta cartera fue breve (13 meses), y a finales de octubre de 1969 fue remplazado por Armando Samper Gnecco. 

#### Caso Vives-Peñalosa
En 1969 el ministro Peñalosa denunció ante la Procuraduría General de la Nación al senador José Ignacio Vives Echavarría "Nacho", por supuesto tráfico de influencias que involucraba a la familia Ospina. 
Al parecer Nacho Vives, como delegado de la Junta Directiva del INCORA estaba presionando para la consecución de un contrato de compraventa de una hacienda cordobesa de propiedad de Manuel Ospina Vásquez -hacendado antioqueño hijo de Pedro Nel Ospina y primo de Mariano Ospina Pérez- lo que implicaba favorecimiento a los intereses de Ospina.
El 20 de julio de 1969, cuando se instaló el último período del Congreso, el senador Vives regresó la agresión al ministro Peñalosa, citandolo a debate político por su gestión en el Incora, al parecer favoreciendo los intereses del ganadero Miguel Fadul. El caso se prolongó hasta el 19 de septiembre de ese mismo año. El caso concluyó con la renuncia de Peñalosa, el 2 de noviembre de 1969, y se sentenció a Nacho Vives a tres años de cárcel por la falsedad de un documento público.<https://www.semana.com/la-sentencia-nacho-vives/6363-3/>

### Embajador ante Naciones Unidas
Fue durante diferentes gobiernos subsecretario general de las Naciones Unidas y embajador permanente de Colombia ante las Naciones Unidas. En el desempeño de este cargo fue presidente del Consejo de Seguridad y asesor del secretario general de la conferencia de la ONU sobre Medio Ambiente y Desarrollo.

## Vida privada
Peñalosa era amigo del escritro británico Stanley Johnson, padre del primer ministro británico Boris Johnson, por lo que Enrique Peñalosa Londoño es amigo de este último.
En los años 90 apoyó la constitución de Zonas Francas al occidente de Bogotá.